# アフリカヒレアシ
アフリカヒレアシ(学名：Podica senegalensis) は、ツル目ヒレアシ科に分類される鳥類の一種である。本種のみでアフリカヒレアシ属を形成する。

## 分布
アフリカ西部の熱帯地域から、ウガンダ、ケニア、タンザニア、南アフリカ東北部まで分布する。

## 形態
体長約60cm。ヒレアシ科では最大の種である。

## 生態
森林内の河川や湖沼の水面や岸に生息する。
昆虫類、両生類、甲殻類、貝類、小型の魚類、植物の葉や種子を食べる。
水辺の樹上に営巣し、1腹2個（まれに3-4個）の卵を産む。抱卵期間は10-11日で、雌雄共同で抱卵する。

## 亜種
以下の4亜種に分類される。
- Podica senegalensis senegalensis

基亜種
- Podica senegalensis camerunensis
- Podica senegalensis somereni
- Podica senegalensis petersii